# Жанааркинский район
Жанааркинский район (каз. Жаңаарқа ауданы) — административно-территориальная единица второго уровня в составе Улытауской области Казахстана. Административный центр — посёлок Жанаарка.

## География
Территория района расположена на стыке Казахского мелкосопочника и пустыни Бетпак-Дала. В недрах разведаны запасы железных руд, марганца, естественных строительных материалов. Климат континентальный. Средние температуры января — от −14 до −16 °С, июля — 22—25 °C. Среднегодовое количество атмосферных осадков — 200—300 мм. По территории района протекают реки: Сарысу, Сорты, Мананка, Атасу, Кудайменде. На реке Атасу сооружено Кылышское водохранилище. Почвы светло-каштановые, солонцовые. Растут полынь, чий, таволга, карагана. Обитают джейран, архар, косуля, суслик, волк, лисица; дрофа, тетерев и другие.

## История
Образован в 1928 году под названием Асан-Кайгинский район. В 1929 году переименован в Жана-Аркинский район.
29 июля 1939 года Жана-Аркинский район был передан из состава упразднённого Каркаралинского округа в состав новообразованной Карагандинской области, 20 марта 1973 года — в состав новообразованной Джезказганской области. С упразднением 3 мая 1997 года Джезказганской области Жанааркинский район был возвращён в состав Карагандинской области.
На территории района расположены руины актауского форта, разрушенного ханом Кенесары, а также мавзолей Кайып-ата.
27 октября 1999 года в Жанааркинском районе рядом с посёлком Жанаарка (в то время именовавшимся Атасу) произошло аварийное падение ракеты-носителя «Протон-М».
4 мая 2022 года указом президента Казахстана была образована Улытауская область, в состав которой вошёл и Жанааркинский район.

## Население
Национальный состав (на начало 2019 года):
- казахи — 32 024 чел. (92,93 %)
- русские — 1 700 чел. (4,93 %)
- украинцы — 167 чел. (0,48 %)
- татары — 158 чел. (0,46 %)
- немцы — 90 чел. (0,26 %)
- белорусы — 66 чел. (0,19 %)
- узбеки — 40 чел. (0,12 %)
- башкиры — 26 чел. (0,08 %)
- литовцы — 21 чел. (0,06 %)
- чеченцы — 21 чел. (0,06 %)
- азербайджанцы — 18 чел. (0,05 %)
- молдаване — 19 чел. (0,06 %)
- поляки — 20 чел. (0,06 %)
- чуваши — 10 чел. (0,03 %)
- другие — 82 чел. (0,24 %)
- Всего — 34 462 чел. (100,00 %)

## Экономика
Имеются хлебный, молочный заводы, строительные и транспортные предприятия, локомотивное депо. Выращивают зерновые, овоще-бахчевые и другие культуры. Разводят крупный рогатый скот, овец, коз, лошадей. По территории района проходят железные дороги Жарык — Жезказаган, Атасу — Каражал и автомобильные дороги Караганда — Атасу — Каражал, Жезказган — Каражал.
В советскую эпоху было открыто, а затем разведано находящееся на территории района каменноугольное месторождение Жалын. Начиная с 2009 года началось его активное освоение. В 2010 году была достигнута годовая производительность в 500 тысяч тонн. На территории района расположены добывающие мощности промышленной площадки Жайремского ГОКа.
В районе находится Кожальское полиметаллическое месторождение.

## Административное деление
1. Атасуская поселковая администрация
2. Кызылжарская поселковая администрация
3. Айнабулакский сельский округ
4. Актастинский сельский округ
5. Актауский сельский округ
6. Актубекский сельский округ
7. сельский округ имени Мукажана
8. Бидайыкский сельский округ
9. Байдалы бийский сельский округ
10. Ералиевский сельский округ
11. Караагашский сельский округ
12. Сейфуллинский сельский округ
13. Тогускенский сельский округ
14. Целинный сельский округ

## Главы
1. Абдыханов Аманбек Тусупханович — с 1991 по 1997 Аргын Қаракесек Керней
2. Шайдаров Серик Жаманкулович — с 1997 по 2007 Аргын Куандык Мойын-Караша
3. Омаров Хамит Нурланович — с 2007 по 2010 Аргын Куандык Сайдалы
4. Оспанов Сакен Жайлаубаевич — с 2010 по 2011 Аргын Куандык ?
5. Омаров Габдрахман Игиликович — с 2011 по 2017 Аргын Куандык Алсай
6. Бекхожин Юржан Асанович — с 2017 по н. в. Аргын Куандык Сайдалы

## Достопримечательности
На территории района расположены Аксайские стелы (Сынтасы) — группа памятников бронзового века (XI—IX в. до н. э.).
- Аюшатская пещера